# Hammaptera probataria
Hammaptera probataria är en fjärilsart som beskrevs av Herrich-Schäffer 1858. Hammaptera probataria ingår i släktet Hammaptera och familjen mätare. Inga underarter finns listade i Catalogue of Life.